# Zurich Open 2008
Zurich Open 2008 — жіночий тенісний турнір, що проходив на закритих кортах з твердим покриттям. Це був 25-й за ліком турнір, відомий того року під назвою Zurich Open. Належав до турнірів 2-ї категорії в рамках Туру WTA 2008. Відбувся на Галленштадіоні в Цюриху (Швейцарія) і тривав з 11 до 19 жовтня 2008 року. Вінус Вільямс здобула титул в одиночному розряді.

## Фінальна частина

### Одиночний розряд
Вінус Вільямс —  Флавія Пеннетта, 7–6(7–1), 6–2
- Для Вінус Вільямс це був 2-й титул за сезон і 38-й - за кар'єру. Це була її друга перемога на цьому турнірі.

### Парний розряд
Кара Блек /  Лізель Губер —  Анна-Лена Гренефельд /  Патті Шнідер, 6–1, 7–6(7–3)